# قلعه معلم خانی
قلعه معلم خانی در شهرستان قزوین، بخش مرکزی، روستای معلم خانی واقع شده و این اثر در تاریخ ۲۵ اسفند ۱۳۸۰ با شمارهٔ ثبت ۵۵۰۶ به‌عنوان یکی از آثار ملی ایران به ثبت رسیده است.